# Vancouver-Renfrew (circonscription britanno-colombienne)
Pour les articles homonymes, voir Vancouver (homonymie) et Renfrew.
Circonscription électorale provinciale du Canada
Vancouver-Renfrew (auparavant Vancouver-Kingsway (1991-2024)) est une circonscription provinciale de la Colombie-Britannique représentée à l'Assemblée législative de la Colombie-Britannique depuis 1991.

## Géographie
En 2020, la circonscription représente une partie de la ville de Vancouver dans le district régional du Grand Vancouver.

## Liste des députés
| Législature                                                | Années                                                     | Député                                                     | Député                                                     | Parti                                                      |
| Vancouver-Kingsway Circonscription issue de Vancouver East | Vancouver-Kingsway Circonscription issue de Vancouver East | Vancouver-Kingsway Circonscription issue de Vancouver East | Vancouver-Kingsway Circonscription issue de Vancouver East | Vancouver-Kingsway Circonscription issue de Vancouver East |
| ---------------------------------------------------------- | ---------------------------------------------------------- | ---------------------------------------------------------- | ---------------------------------------------------------- | ---------------------------------------------------------- |
| 35e                                                        | 1991–1996                                                  |                                                            | Glen Clark                                                 | Néo-démocrate                                              |
| 36e                                                        | 1996–2001                                                  |                                                            | Glen Clark                                                 | Néo-démocrate                                              |
| 37e                                                        | 2001-2005                                                  |                                                            | Rob Nijjar (en)                                            | Libéral                                                    |
| 38e                                                        | 2005–2009                                                  |                                                            | Adrian Dix (en)                                            | Néo-démocrate                                              |
| 39e                                                        | 2009–2013                                                  |                                                            | Adrian Dix (en)                                            | Néo-démocrate                                              |
| 40e                                                        | 2013–2017                                                  |                                                            | Adrian Dix (en)                                            | Néo-démocrate                                              |
| 41e                                                        | 2017–2020                                                  |                                                            | Adrian Dix (en)                                            | Néo-démocrate                                              |
| 42e                                                        | 2020–2024                                                  |                                                            | Adrian Dix (en)                                            | Néo-démocrate                                              |
| Vancouver-Renfrew                                          |                                                            |                                                            |                                                            |                                                            |
| 43e                                                        | 2020–en cours                                              |                                                            | Adrian Dix (en)                                            | Néo-démocrate                                              |

## Résultats électoraux

Frontière de la circonscription en 2015.
Frontière de la circonscription en 2023.